# آرامستان ارامنه در جلفا
آرامستان ارامنه در جلفا (ارمنی: Ջուղայի գերեզմանատուն) آرامستانی در نزدیکی شهر جلفا (جمهوری آذربایجان) (معروف به جوغا در ارمنی)، در منطقه جمهوری خودمختار نخجوان جمهوری آذربایجان بود که در اصل حدود ۱۰۰۰۰ بنای تدفین را در خود جای داده بود. سنگ قبرها عمدتاً متشکل از هزاران چلیپاسنگ - سنگ‌های متقاطع تزئین شده منحصر به فرد از ویژگی‌های هنر ارمنی مسیحی قرون وسطی بود. این آرامستان در اواخر دهه ۱۹۹۰ هنوز پابرجا بود، زمانی که دولت آذربایجان یک کارزار سیستماتیک برای تخریب آثار تاریخی آغاز کرد.
چندین درخواست تجدید نظر از سوی سازمان‌های ارمنی و بین‌المللی ارائه شد و دولت آذربایجان را محکوم کرد و از آن خواست تا از چنین فعالیتی دست بردارد. در سال ۲۰۰۶، آذربایجان اعضای پارلمان اروپا را از تحقیق در مورد این ادعاها منع کرد و آنها را با «رویکردی مغرضانه و هیستریک» نسبت به این موضوع متهم کرد و اظهار داشت که تنها در صورتی هیئتی را می‌پذیرد که از اراضی اشغالی ارمنستان نیز بازدید کند. در بهار ۲۰۰۶، روزنامه‌نگاری از مؤسسه گزارش جنگ و صلح که از این منطقه بازدید کرد، گزارش داد که هیچ اثر قابل مشاهده ای از آرامستان باقی نمانده‌است. در همان سال، عکس‌های گرفته شده از ایران نشان می‌داد که این آرامستان به میدان تیراندازی نظامی تبدیل شده‌است. تخریب آرامستان به‌طور گسترده توسط منابع ارمنی و برخی منابع غیر ارمنی به عنوان یک نسل‌کشی فرهنگی توصیف شده‌است.